# FAB-500

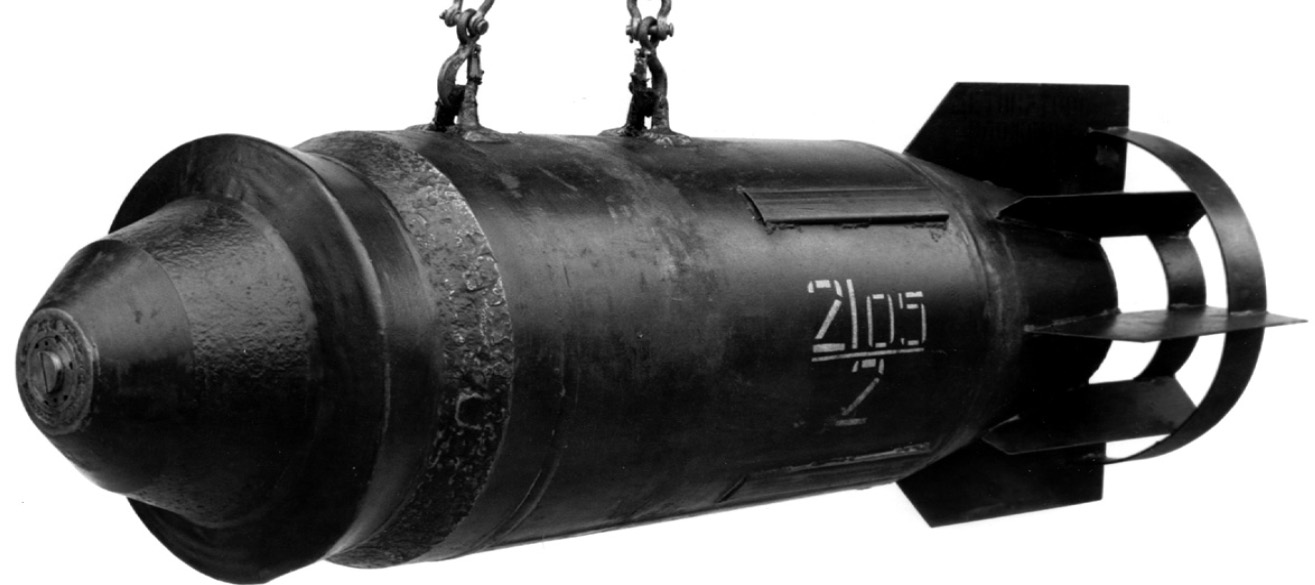
Bomba de propósito general FAB-500 M-54 (versión de alta resistencia)

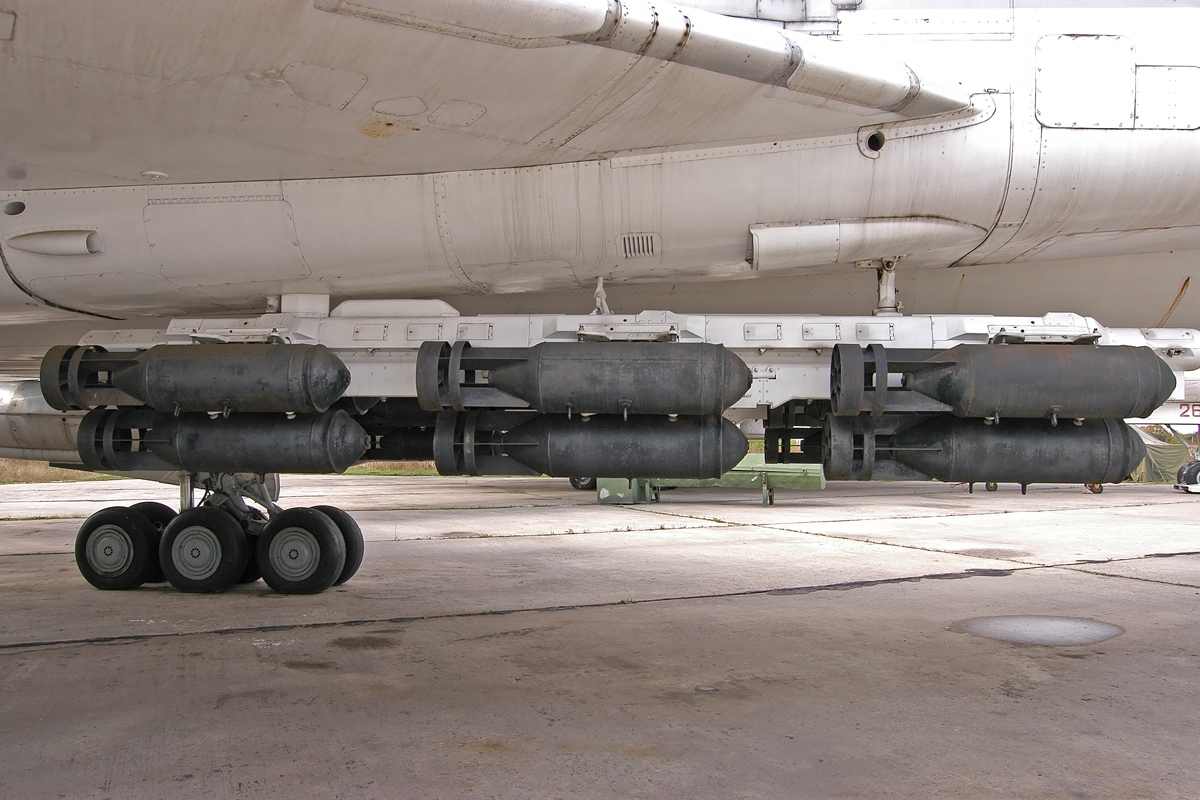
Hasta 18 bombas de uso general FAB-500 M-54 en dos pilones subalares y bahía interna de un Tu-22M

La FAB-500  es una bomba lanzada desde el aire de uso general con una ojiva altamente explosiva, de diseño soviético, utilizada principalmente por las Fuerzas Aeroespaciales Rusas, las antiguas repúblicas soviéticas y los países clientes. El modelo M-54 original se lanzó en 1954, se diseñó para el transporte interno en bombarderos pesados, una versión M-62 de baja resistencia en 1962 estaba destinada al transporte externo en bombarderos de combate. La bomba no es guiada, presenta una espoleta de punta única y es compatible con la mayoría de los modelos de aviones soviéticos.

## Historial operativo
La FAB-500 fue ampliamente utilizada en Afganistán por las fuerzas afganas soviéticas y aliadas durante la década de 1980 y fue también empleada durante la guerra civil siria, donde fue transportada por aviones de combate rusos y sirios. La variante M62 del FAB-500 fue utilizada por las fuerzas militares rusas en la invasión rusa de Ucrania en 2022. El 13 de marzo de 2022 y el 14 de mayo de 2022, se encontraron bombas FAB-500 en las ciudades ucranianas de Chernígov y Odesa.
En marzo de 2023, los Sukhoi Su-35 rusos lanzaron varias FAB-500M-62, cuyos restos indican que estaban equipadas con un kit tipo JDAM, que incluye alas emergentes y navegación por satélite. Se desconoce si tiene un sistema de navegación interno. Otra teoría es que la bomba ha sido equipada con alas simplemente para extender su alcance hasta 70 km. También se cree que le da a los aviones rusos una capacidad de separación para atacar objetivos ucranianos sin arriesgarse a exponerse a las defensas aéreas del enemigo.
En mayo de 2023, Rusia siguió utilizando bombas deslizantes FAB-500 en Ucrania, hasta 20 de ellas lanzadas todos los días. Las defensas aéreas ucranianas carecen de la capacidad para interceptarlas.

## Dotación operativa (FAB-500 M-62)
- Altitud de lanzamiento: 570 - 12 metros
- Velocidad de lanzamiento: 500–1,900 km/h[15]

## Variantes
- FAB-500 M-54 (ФАБ-500 М-54): modelo original de 1954 de alta resistencia, diseñado para el transporte interno en bombarderos pesados, con un anillo balístico en la punta de la bomba para actuar como generador de vórtice para ayudar a los estabilizadores de la bomba.[16][17]
- FAB-500 M-62 (ФАБ-500 М-62): modelo de 1962 de baja resistencia, diseñado para transporte externo en puntos de anclaje en cazabombarderos.[18][19]
- FAB-500 M-62T: resistente al calor, capaz de soportar el calentamiento aerodinámico a alta temperatura que surge durante el vuelo a altas velocidades. Desarrollado para el MiG-25RB.[19]
- FAB-500 M-62 MPK (ФАБ-500 М-62 с МПК)
- FAB-500T (ФАБ-500Т)[20]
- FAB-500TA (ФАБ-500ТА)
- FAB-500ShN (ФАБ-500ШН) - bomba de caja delgada retardada por paracaídas[18]
- FAB-500ShL (ФАБ-500ШЛ) - bomba de alto explosivo retardada por paracaídas[18][21]
- FAB-500 M46 (ФАБ-500 М46)
- FAB-500 M44 (ФАБ-500 М44)
- FAB-500 M43 (ФАБ-500 М43)
- FAB-500-300 (ФАБ-500-300) - alto explosivo de carcasa gruesa
- FAB-500TS (ФАБ-500ТС): alto explosivo y fragmentación de carcasa gruesa[20][21][22]
- FAB-500TSM (ФАБ-500ТСМ)
- OFAB-500 (ОФАБ-500): bomba de fragmentación de alto explosivo de propósito general (contiene 3 x 150 kg de submuniciones)[23]
- OFAB-500U (ОФАБ-500У) - bomba de fragmentación de acción retardada
- OFAB-500ShR (ОФАБ-500ШP) - bomba de fragmentación retardada por paracaídas